# 昆卡京國家公園
14°20′00″N 108°22′00″E / 14.33333°N 108.36667°E
昆卡京國家公園是越南的國家公園，位於該國西原地區，橫跨嘉萊省和崑嵩省，距離波來古市50公里，成立於2002年，面積418平方公里。